# Anton Calujek
Anton Calujek (* 23. Oktober 1889 in Smolitz, Kreis Gostyn, Provinz Posen; † 15. Januar 1962 in Gelsenkirchen) war ein deutscher Gewerkschafter und Politiker (SPD).

## Leben
Nach dem Besuch der Volksschule Gelsenkirchen absolvierte Calujek eine Lehre als Maschinenschlosser, arbeitete anschließend in diesem Beruf und trat 1912 in den Dienst bei den Preußischen Staatseisenbahnen, später Deutsche Reichsbahn (Reichsbahndirektion Mainz), ein. Er war Kriegsteilnehmer im Ersten Weltkrieg. Daneben engagierte er sich gewerkschaftlich und war seit 1924 Bezirksleiter des Einheitsverbands der Eisenbahner Deutschlands (EdED), der größten Eisenbahnergewerkschaft der Weimarer Republik, in Mainz. Zugleich war Calujek bis 1933 Zweiter Vorsitzender des Allgemeinen Deutschen Beamtenbundes (ADB) im Volksstaat Hessen.
Nach der Machtergreifung der Nationalsozialisten musste er sein Gewerkschaftsamt aufgeben. Er war im Anschluss arbeitslos, wurde mehrfach verhaftet und war 1933/34 im KZ Osthofen interniert. 1940 wurde er kurzzeitig in „Schutzhaft“ genommen. Calujekt betätigte sich aktiv im Widerstand gegen den NS-Staat. Unter anderem war er ein enger Vertrauensmann von Wilhelm Leuschner und Emil Henk. Im Zusammenhang mit der Aktion Gewitter wurde Calujek festgenommen und ins KZ Dachau verschleppt, wo er vom 29. August bis 11. November 1944 inhaftiert war. Zwischenzeitlich hatte er von 1935 bis 1939 als Handelsvertreter, von 1940 bis 1942 als Versicherungsagent im Landkreis Bingen und von 1942 bis 1944 als Industriekaufmann in Essen gearbeitet. 1944 bis 1945 war er Soldat.
Calujek war bis September 1945 in britischer Kriegsgefangenschaft. Danach war er als Sekretär in auf regionaler Ebene leitender Position bei der Gewerkschaft der Eisenbahner Deutschlands (GdED) tätig. In den Jahren von 1945 bis 1947 übte er die Funktion des Vorsitzenden der "Einheitsgewerkschaft der Eisenbahner" im Bezirk Mainz aus. Er fungierte von August 1947 bis September 1949 als Ministerialdirektor im Ministerium für Wirtschaft und Verkehr des Landes Rheinland-Pfalz. Von 1949 bis 1954 war er Vizepräsident der nunmehr zur Deutschen Bundesbahn gehörenden Südwestdeutschen Eisenbahn bzw. Eisenbahndirektion Mainz.

## Politik
Calujek wurde 1909 Mitglied der SPD. 1943 bis 1945 war er Mitglied der DAF. Im Rahmen der Entnazifizierung erhielt er am 13. Juli 1949 Nichtbetroffenenbescheid des Untersuchungsausschusses Mainz. 1946 wurde er Mitglied des Stadtrats Mainz und des Kreistags Bingen. Er war 1946/47 Mitglied der Beratenden Landesversammlung des Landes Rheinland-Pfalz und danach bis 1951 Mitglied des Rheinland-Pfälzischen Landtages. Im Landtag war er Mitglied im Flüchtlingsausschuss/Hilfsausschuss für zugewanderte Personen, Hauptausschuss, Rechtsausschuss / Rechts-, Geschäftsordnungs- und Petitionsausschuss und Wirtschafts- und Verkehrsausschuss.